# Erithacus rubecula
El petirrojo europeo (Erithacus rubecula) es una especie de ave paseriforme de la familia Muscicapidae. Está distribuido por toda Europa, principalmente en la región meridional y occidental del continente, donde habita todo el año, y es migrante parcial en el norte de Europa y noroeste de África. 
El petirrojo es un pájaro sociable, atrevido y curioso que acostumbra a salir del bosque y plantarse a mitad de un camino para ver quién llega a su territorio, emitiendo su característica voz de alerta: un chip-chip metálico y seco. Su canto es un gorjeo musical, muy melódico, parecido al del ruiseñor. 

## Descripción
El ave adulta mide entre 12,5 y 14 cm de largo, pesa de 16 a 22 g y tiene una envergadura de 20 a 22 cm. Los plumajes del macho y de la hembra son semejantes: el pecho y la cara naranja, bordeado por un gris azulado en los lados del cuello y del pecho. Las partes superiores son de color marrón y el vientre blanquecino, mientras que las patas y los pies son de color marrón. El pico y los ojos tienen un color negro. Los juveniles carecen de color anaranjado y son marcadamente moteados de pardo oscuro y ocráceo, con parches de color naranja apareciendo gradualmente en el pecho y la cara.

## Taxonomía
El petirrojo europeo fue originalmente descrito con el nombre de Motacilla rubecula por Carlos Linneo en su obra del siglo XVIII Systema naturæ. Su epíteto específico rubecula es un diminutivo derivado de la palabra latina ruber ('rojo'). El género Erithacus fue creado por el naturalista francés Georges Cuvier en 1800, dando al ave su actual nombre binomial de E. rubecula.
El petirrojo europeo pertenece a un grupo de aves principalmente insectívoras que previamente fueron asignadas a los tordos o papamoscas, dependiendo de cómo estos grupos fueron percibidos taxonómicamente. Finalmente, se volvió a analizar el conjunto de los papamoscas-tordos, y el género Erithacus fue asignado a la tribu Saxicolini, un grupo de verdaderos papamoscas-tordos que también incluye el ruiseñor común y los Saxicolinae del Viejo Mundo.
Dos especies del Paleártico oriental, E. akahige y E. komadori —este último con una distribución insular limitada—, se colocan generalmente en el género Erithacus. Sin embargo, datos biogeográficos y las secuencias de ADNmt citocromo b indican que estas podrían mejor ser clasificadas con algunos "ruiseñores" del Extremo Oriente, dejando solo las especies europeas en Erithacus.

### Subespecies

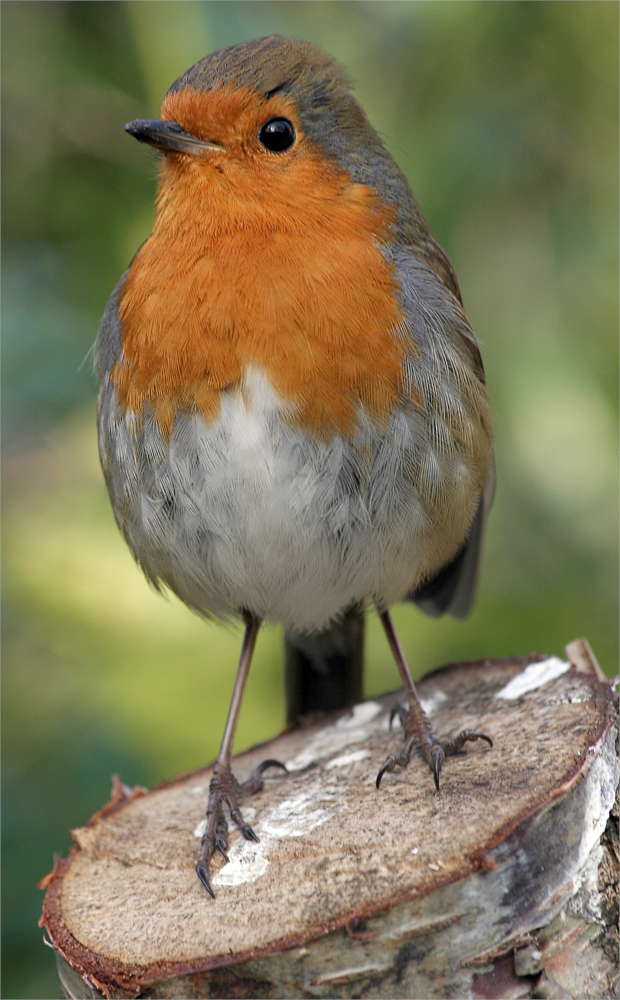
La subespecie británica E. rubecula melophilus solo difiere ligeramente de las aves continentales.

James Clements reconoce las siguientes subespecies (2014):
- E. r. balcanicus, península de los Balcanes a Turquía occidental.
- E. r. hyrcanus, sur del Cáucaso a norte de Irán.
- E. r. marionaie, Canarias (Gran Canaria).
- E. r. melophilus, islas británicas y Escandinavia.
- E. r. rubecula, oeste de Europa, noroeste de Marruecos, Azores, Madeira y Canarias (El Hierro, La Palma y La Gomera).
- E. r. superbus, Canarias (Tenerife).
- E. r. tataricus, Siberia occidental.
- E. r. valens, península de Crimea.
- E. r. witherbyi, sur de España, noreste de Marruecos, Argelia, Túnez, Córcega y Cerdeña.

En la mayor parte continental de su amplia área de distribución euroasiática, los petirrojos varían un poco, pero no forman poblaciones discretas que podrían considerarse subespecies. Por lo tanto, las subespecies se distinguen principalmente por las poblaciones residentes en islas y en zonas montañosas. 
La subespecie que habita la mayor parte de la Europa occidental, incluso las islas británicas, Erithacus rubecula melophilus, también aparece como vagante en las regiones adyacentes. E. r. witherbyi del noroeste de África, Córcega y Cerdeña se asemeja mucho a E. r. melophilus, pero se distingue por tener una envergadura menor. E. r. tataricus, la subespecie más nororiental, es relativamente grande y tiene un plumaje con tonos más apagados. En el sureste del área de distribución, E. r. valens de la península de Crimea, E. r. caucasicus del Cáucaso y Transcaucasia y E. r. hyrcanus en Irán son generalmente aceptados como significativamente distintos.
La población local en Madeira y los Azores ha sido descrita como E. r. microrhynchos. Aunque no tiene una morfología distinta, su aislamiento parece confirmar la validez de su clasificación como subespecie (véase más abajo para más información).

#### Petirrojo de las Canarias

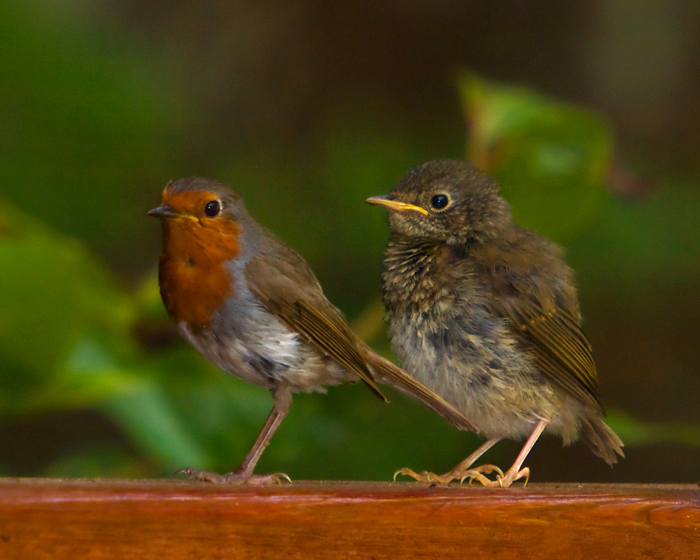
Petirrojo de Gran Canaria: adulto y joven.

Las subespecies son las de Gran Canaria (E. r. marionae) y Tenerife (E. r. superbus), que pueden considerarse dos especies distintas o por lo menos dos subespecies diferentes. Se distinguen por un anillo ocular blanco, una intensa coloración del pecho y una línea gris que separa el rojo anaranjado del marrón. Su vientre es totalmente blanco.
Los datos de secuencias de citocromo b y las vocalizaciones indican que los petirrojos de Gran Canaria y Tenerife son muy distintos y probablemente derivados de la colonización de aves del continente hace alrededor de dos millones de años. Además, las aves de Gran Canaria y Tenerife tienen marcadas diferencias genéticas entre sí.
En 2003 Christian Dietzen, Hans-Hinrich Witt y Michael Wink publicaron un estudio en la revista Avian Science titulado "The phylogeographic differentiation of the European robin Erithacus rubecula on the Canary Islands revealed by mitochondrial DNA sequence data and morphometrics: evidence for a new robin taxon on Gran Canaria?". Llegaron a la conclusión que el petirrojo de Gran Canaria se separó genéticamente de sus parientes europeos ya desde hace 2,3 millones de años, y que los de Tenerife tomaron medio millón de años más para hacer este salto, es decir, hace 1,8 millones de años. La razón sería una colonización diferente de las Canarias por este pájaro, que llegó primero a la isla más antigua, Gran Canaria, y posteriormente se trasladó a la isla vecina Tenerife. Una comparación minuciosa entre marionae y superbus está pendiente para confirmar si el primero es efectivamente una subespecie diferente. Los resultados preliminares sugieren que las aves de Gran Canaria tienen las alas alrededor de un 10 % más cortas que las de Tenerife.
Las poblaciones de las islas Canarias occidentales son más jóvenes (Pleistoceno Medio) y su divergencia genética solo es incipiente. Los petirrojos de las islas Canarias occidentales de El Hierro, La Palma y La Gomera (E. (r.) microrhynchus) son semejantes al petirrojo continental (Erithacus rubecula). Finalmente, los petirrojos encontrados en Fuerteventura son aves continentales, lo que no es sorprendente, ya que la especie no anida ni en esta isla, ni en la isla cercana de Lanzarote; se trata de aves que invernan o que son de paso durante la migración entre África y Europa.

## Distribución y hábitat

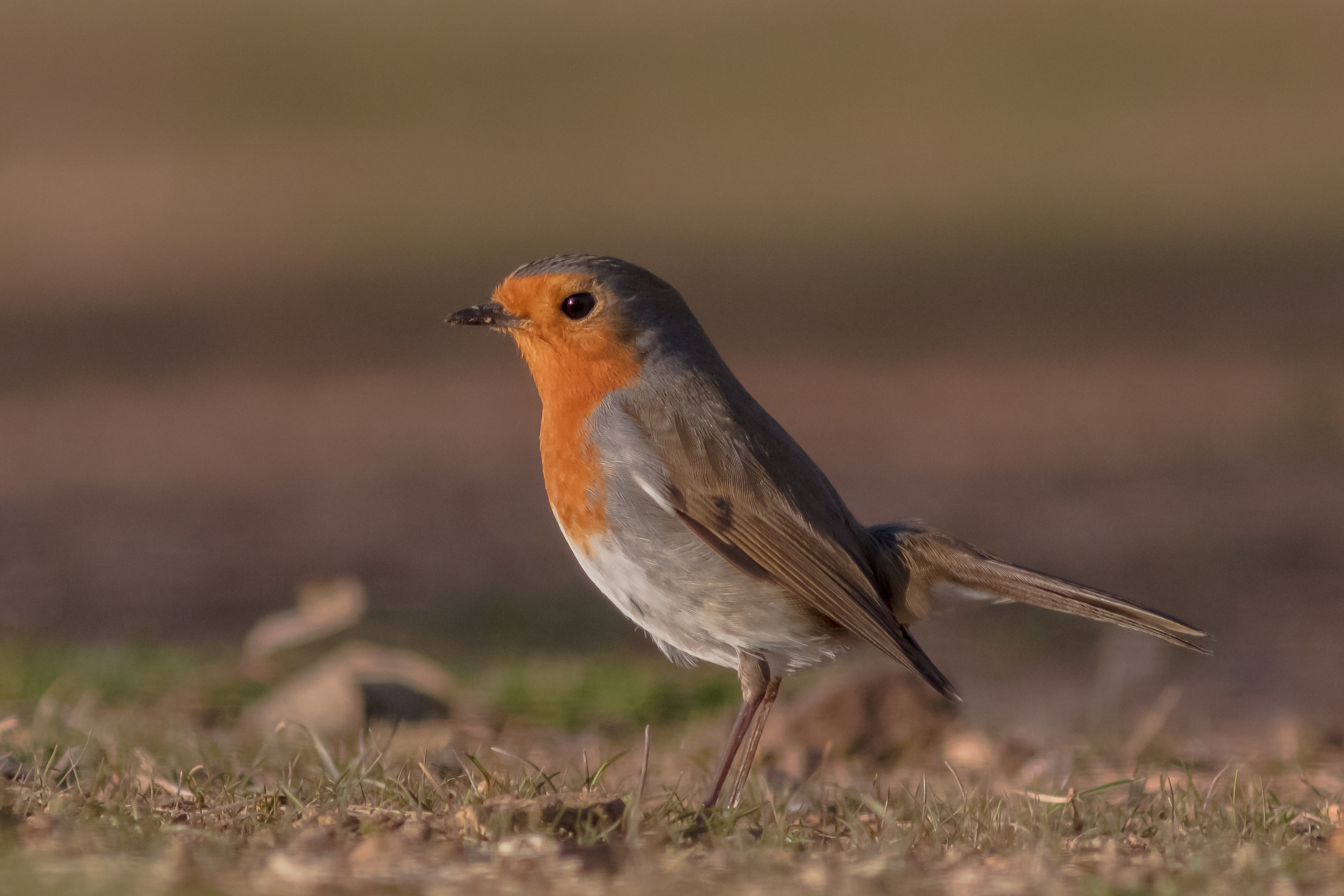
Ejemplar en Almuradiel (España).

Su área de distribución abarca Europa, el noroeste de Asia y el norte de África, y se extiende hasta el oeste de Siberia en el oriente, en el sureste hasta la cordillera del Cáucaso, y en el sur hasta Argelia. Incluye también las islas británicas y en la región macaronésica. No se encuentra en Islandia.
Los petirrojos de Escandinavia y Rusia migran hacia Europa occidental para escapar de los inviernos más fríos en su territorio de anidación. Estas aves migratorias se distinguen por el tono gris de la parte superior de su cuerpo y el color naranja más apagado del pecho.
En el norte de Europa su hábitat preferido es el bosque de pícea, mientras que en las islas británicas tiene una preferencia por los parques y jardines.
A finales del siglo XIX hubo algunos intentos de introducir esta especie en Australia y Nueva Zelanda, pero no tuvieron éxito. Las aves fueron liberadas alrededor de Melbourne, Auckland, Christchurch, Wellington y Dunedin por varias sociedades de aclimatación, pero no lograron establecerse. Hubo un resultado similar en América del Norte donde las aves introducidas no lograron establecerse tras ser liberadas en Long Island, Nueva York en 1852, Oregón en 1889-92, y la península de Saanich en Columbia Británica en 1908-10.

## Comportamiento
Es un ave diurna, aunque ocasionalmente caza insectos en las noches de luna, o cerca de luz artificial. Se alimenta principalmente de invertebrados terrestres, como arañas, lombrices e insectos. En otoño e invierno, complementa su dieta habitual de invertebrados con bayas y frutas. También come las mezclas de semillas colocadas en alimentadores de pájaros.

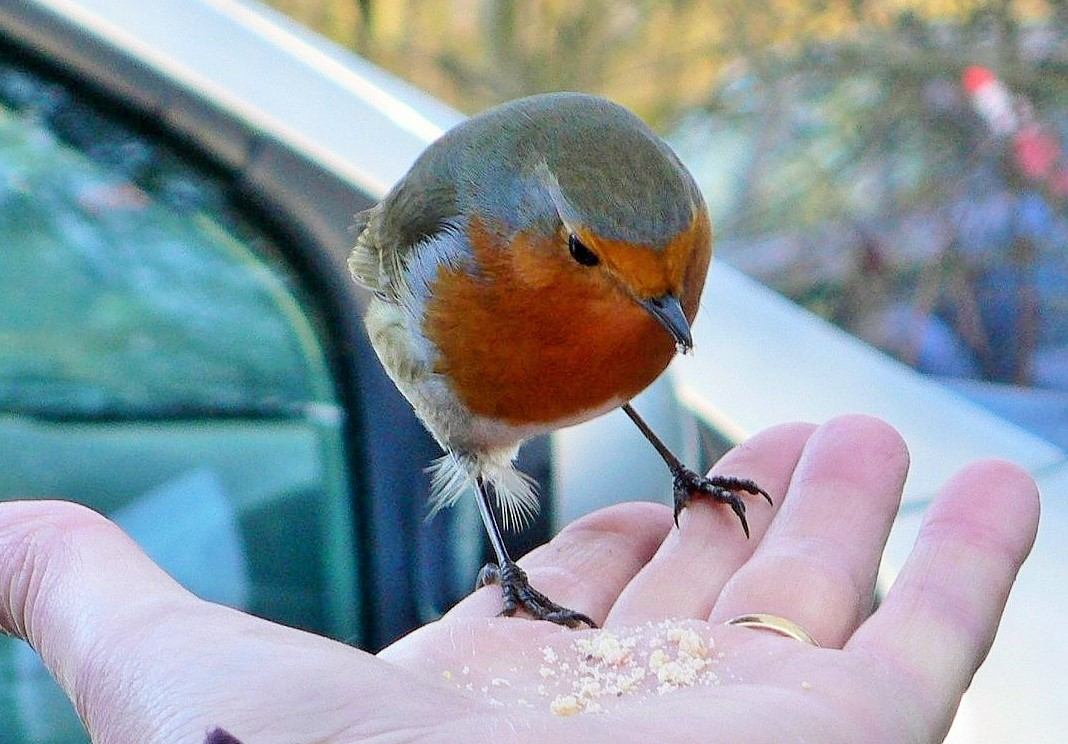
Comiendo de la mano.

Está relativamente acostumbrado a la presencia de seres humanos y suele acercarse cuando alguien está removiendo la tierra, con la esperanza de atrapar lombrices y otras presas que puedan aparecer. En efecto, en las islas británicas el petirrojo se considera el amigo del jardinero y no es perjudicado por varias razones folclóricas. En la Europa continental, donde los petirrojos fueron cazados al igual que muchas otras aves pequeñas, se volvieron más cautelosos. En busca de algún alimento que pudiera ser traído a la superficie, el petirrojo se acerca también a grandes animales silvestres, como el jabalí y otros animales que remueven el suelo.
Los machos tienen un comportamiento territorial bastante agresivo. Atacan a otros machos que se apartan en sus territorios, y también han sido observados atacando a otras aves pequeñas sin provocación aparente. Estos ataques pueden resultar en incidentes mortales, y en ciertas áreas puede representar hasta un 10 % de las muertes de los petirrojos adultos. 
Esta especie está infestada por la pulga Dasypsyllus gallinulae. y el acantocéfalo Apororhynchus silesiacus.

### Reproducción

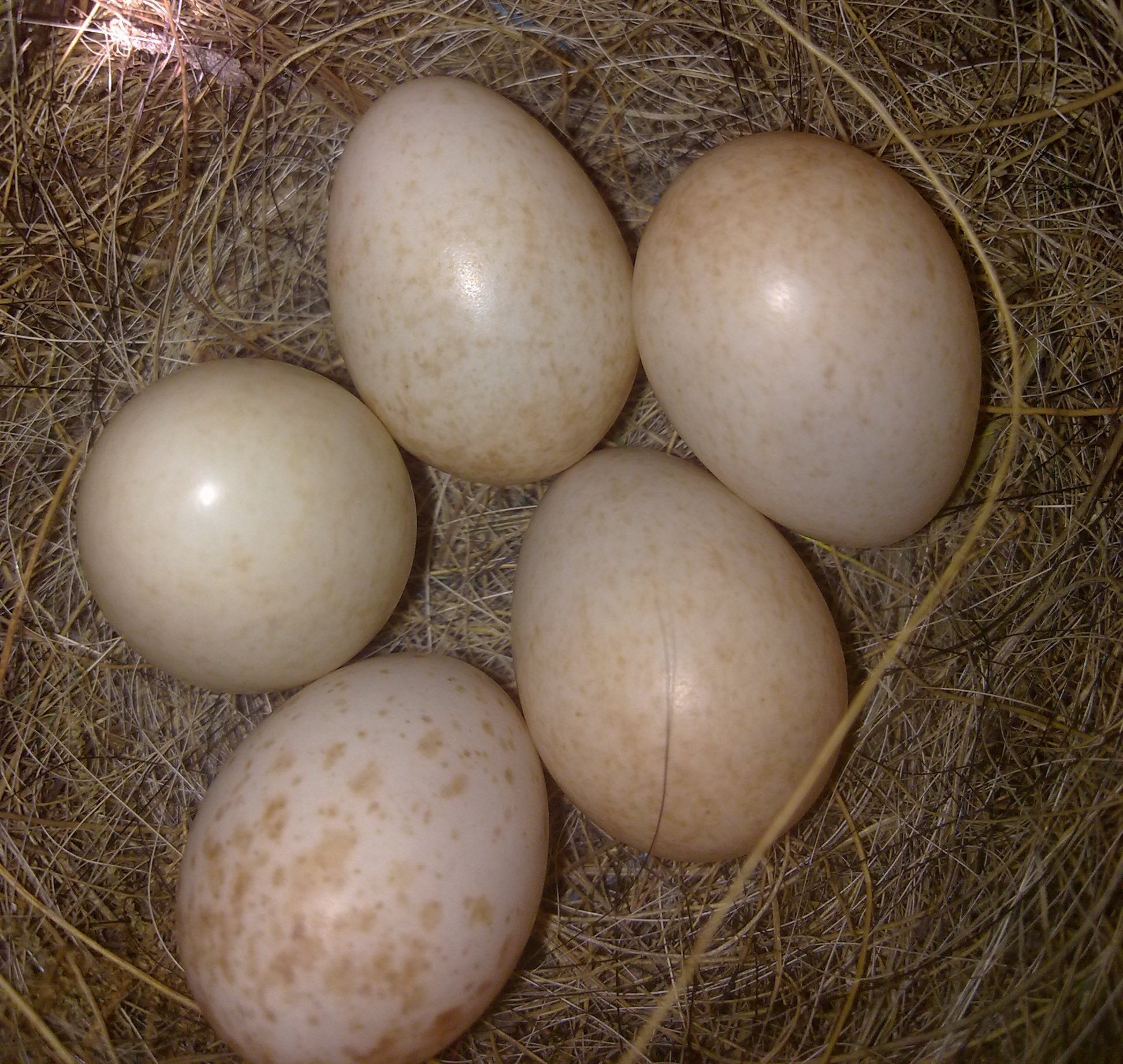
Nido con huevos.

Puede elegir una gran variedad de sitios para anidar, todo sitio que tenga alguna depresión o un agujero puede ser considerado para hacer su nido. Además de las grietas habituales, o los bancos protegidos, los objetos más extraños incluyen piezas de maquinaria, barbacoas, manillares de bicicleta, ollas desechadas, regaderas, macetas e incluso sombreros. Construye el nido con musgo, hojas y pasto y lo reviste con hierba fina, pelo y plumas. Durante la temporada de cría, de marzo/abril hasta agosto/septiembre, pone dos o tres puestas de cinco o seis huevos. Los huevos son de color crema, moteado o manchado con marrón rojizo, a menudo en mayor medida en el extremo más largo.

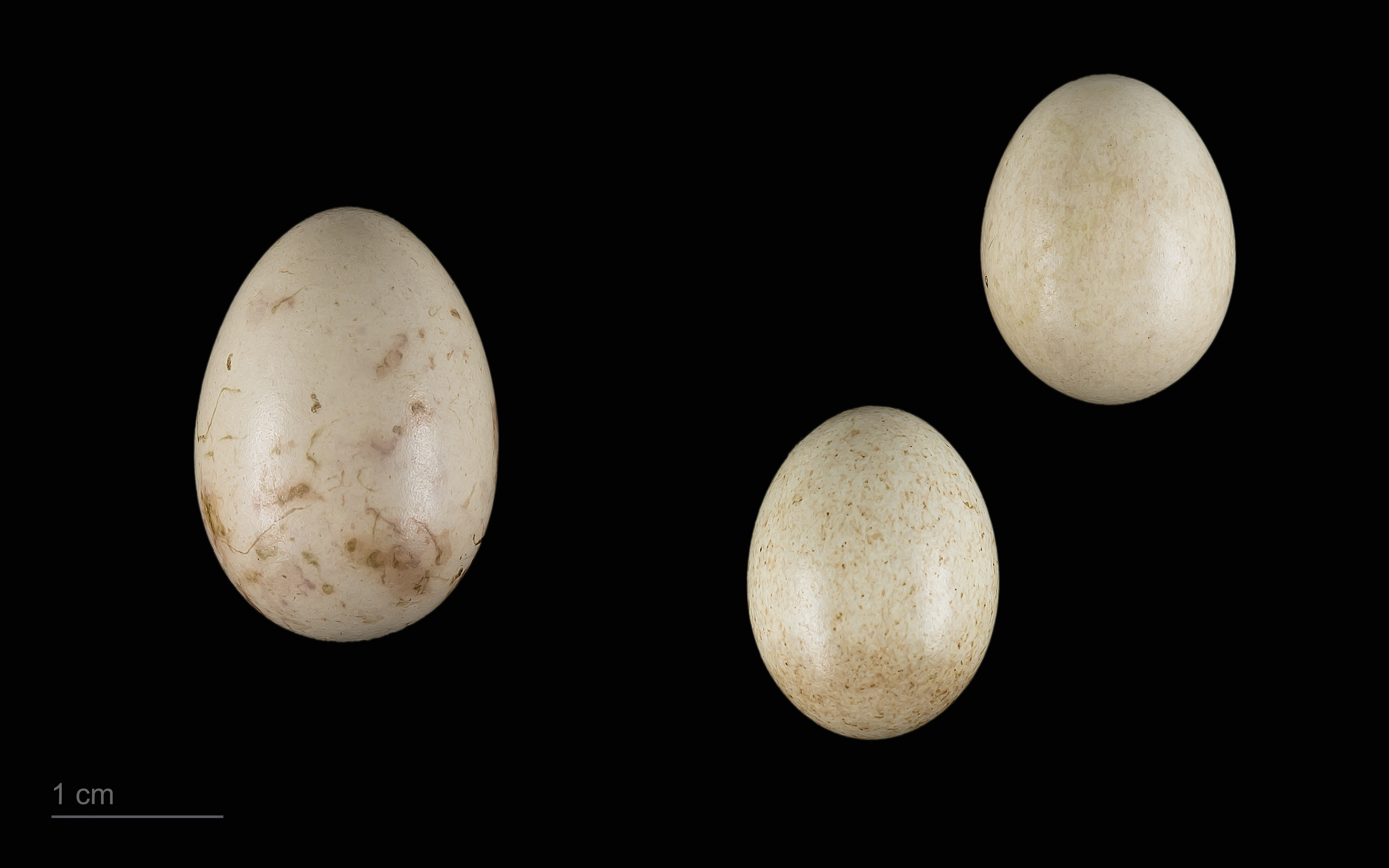
Cuculus canorus en un nido de Erithacus rubecula - MHNT

Cuando la hembra está criando la segunda puesta, el macho se encarga de la alimentación de la primera. El periodo de incubación es trece a catorce días. Los recién nacidos empiezan a volar a los trece o catorce días de salir del huevo.
Cuando las aves jóvenes son de color marrón moteado, pasados de dos a tres meses fuera del nido, aparecen las primeras plumas de color naranja bajo su barbilla, y en los siguientes dos o tres meses se extiende gradualmente el color naranja hasta completar la primera muda y tener la apariencia de los adultos.
La esperanza de vida media es trece meses debido a la alta mortalidad en el primer año de vida; sin embargo, tras sobrevivir el primer año, la esperanza de vida aumenta considerablemente y en casos excepcionales puede alcanzar hasta los diecinueve años de edad.  Un período con temperaturas muy bajas en invierno también puede provocar una mortalidad significativa.

### Vocalizaciones

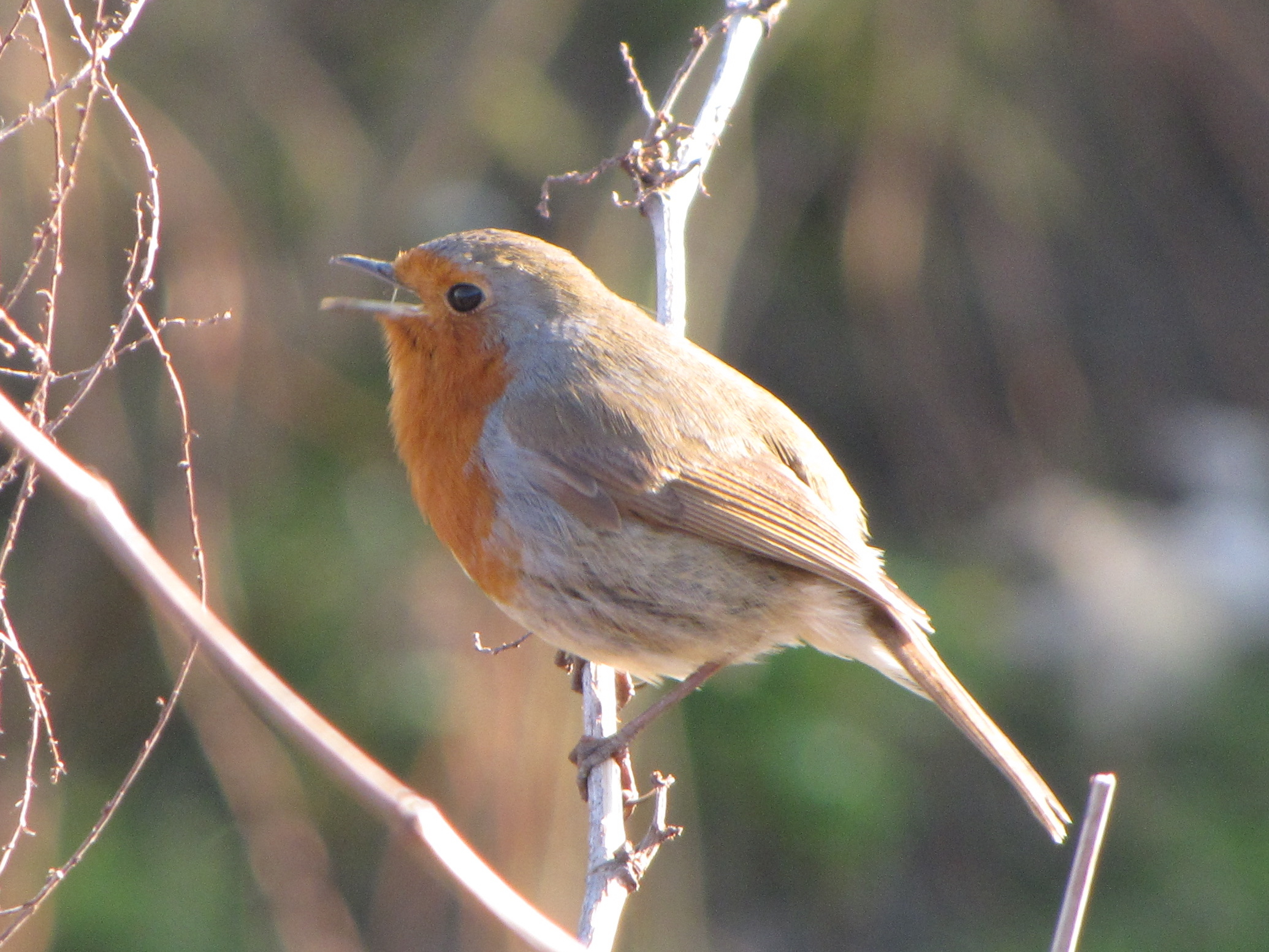
Cantando cerca de Doolin, Irlanda

Tiene un canto estriado y trinado durante la época de cría, cuando a menudo canta en la noche, a veces hasta muy tarde, lo que puede llevar a confundirlo con el ruiseñor (Luscinia megarhynchos). El canto nocturno en las zonas urbanas se produce en lugares que suelen ser ruidosos durante el día, lo que sugiere que canta por la noche porque la tranquilidad permite que su mensaje se propague con mayor claridad. Durante el invierno, cuando los machos y las hembras tienen territorios separados, los cantos de ambos sexos suenan más lastimeros que durante el verano. Durante el invierno la hembra sale del territorio de anidación y se desplaza a un área cercana, más adecuada para buscar alimentos. El macho permanece en el territorio de anidación durante todo el año.

## Magnetorrecepción
La brújula magnética aviar del petirrojo europeo ha sido ampliamente estudiada y utiliza magnetorrecepción basada en la visión, en la cual la capacidad de detectar el campo magnético de la tierra para la navegación se ve afectada por la luz que entra en el ojo del ave. Aunque todavía no se entiende por completo el mecanismo físico de su sentido magnético, se considera que podría incluir entrelazamiento cuántico de espines de electrones.

## Representaciones culturales

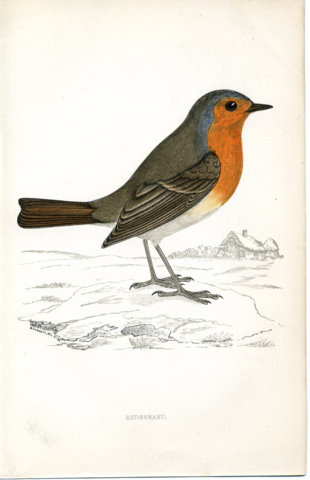
Grabado de 1880.

El petirrojo ocupa un lugar destacado en el folclore británico y del noroeste de Francia, pero menos prominente en otras partes de Europa. En la mitología nórdica se lo consideraba un pájaro de tormenta, sagrado para Thor, el dios del trueno. Figura también en un cuento infantil tradicional, Babes in the Wood, en el cual cubre los cuerpos de los niños muertos. Más recientemente fue asociado con la Navidad, jugando un rol prominente en muchas tarjetas navideñas desde mediados del siglo XIX. asimismo apareció en muchos sellos postales navideños. Una antigua leyenda británica intenta explicar el color distintivo de su pecho y cuenta que cuando Jesús estaba muriendo en la cruz, el petirrojo, entonces simplemente de color marrón, se puso a su lado y cantó en su oído para consolarlo en su dolor. La sangre de sus heridas manchó el pecho del petirrojo, y desde entonces todos los petirrojos tienen la marca de la sangre de Cristo. Otra leyenda dice que su pecho se quemó al buscar agua para las almas del purgatorio. Sin embargo, la asociación con la Navidad se debe probablemente al hecho de que los carteros británicos durante la época victoriana vestían uniformes rojos y fueron apodados "Robin" ("petirrojo"); esto sugiere que su aparición en tarjetas navideñas es más bien un emblema del cartero que entrega la tarjeta.

## Galería

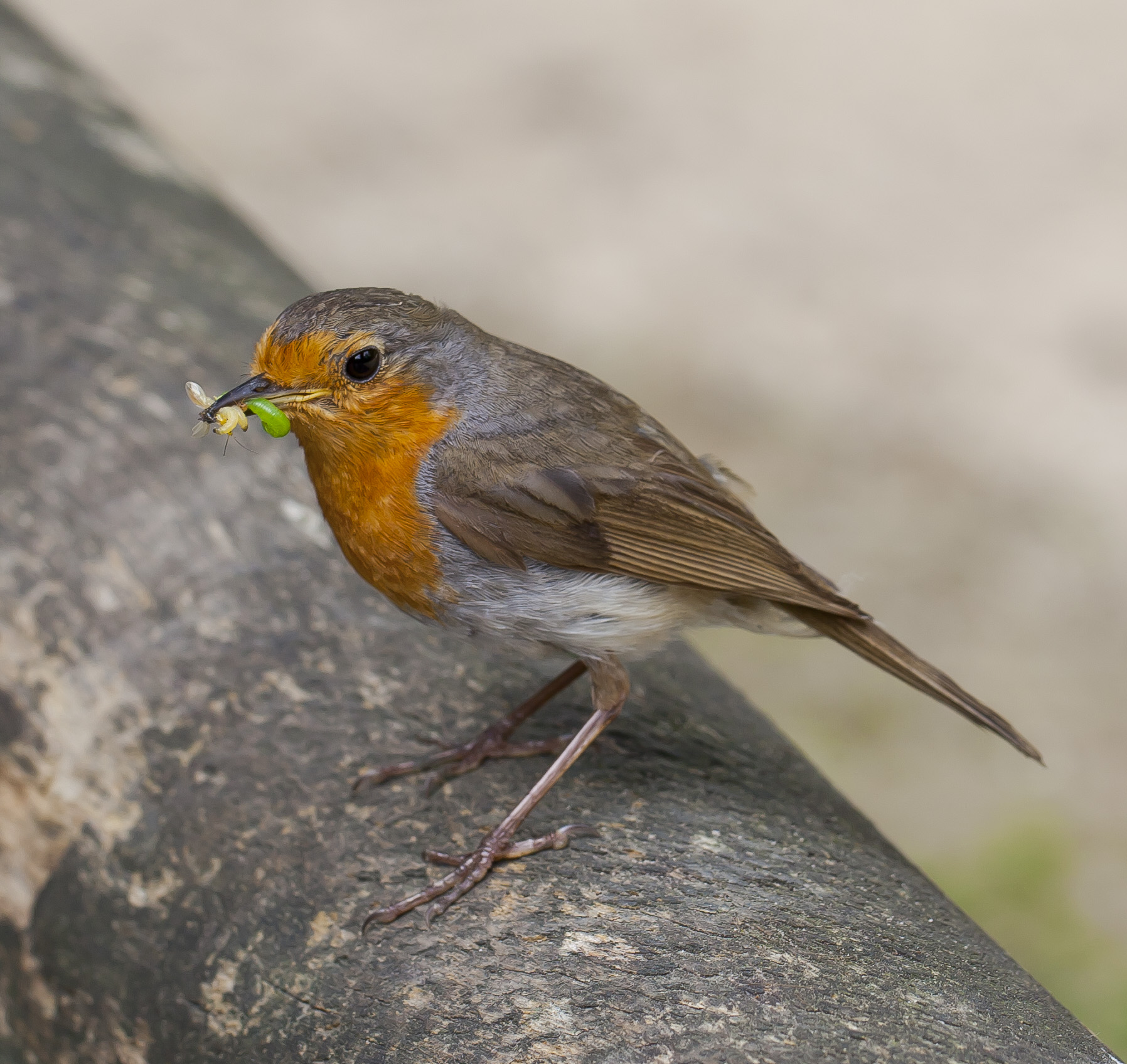
Ejemplar con presas en el pico
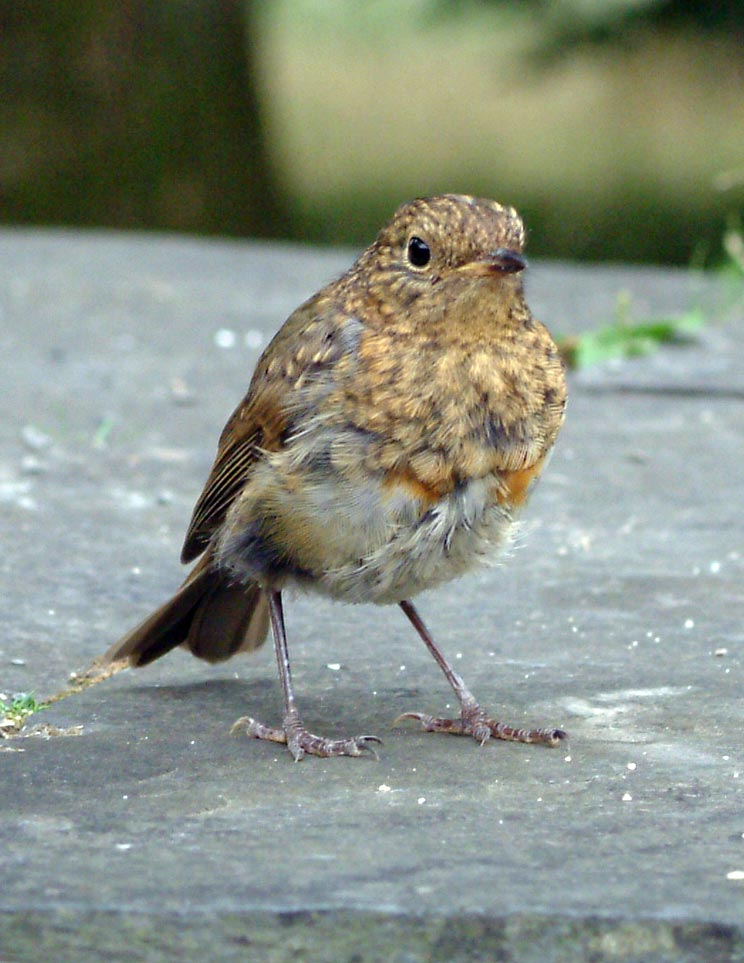
Joven petirrojo
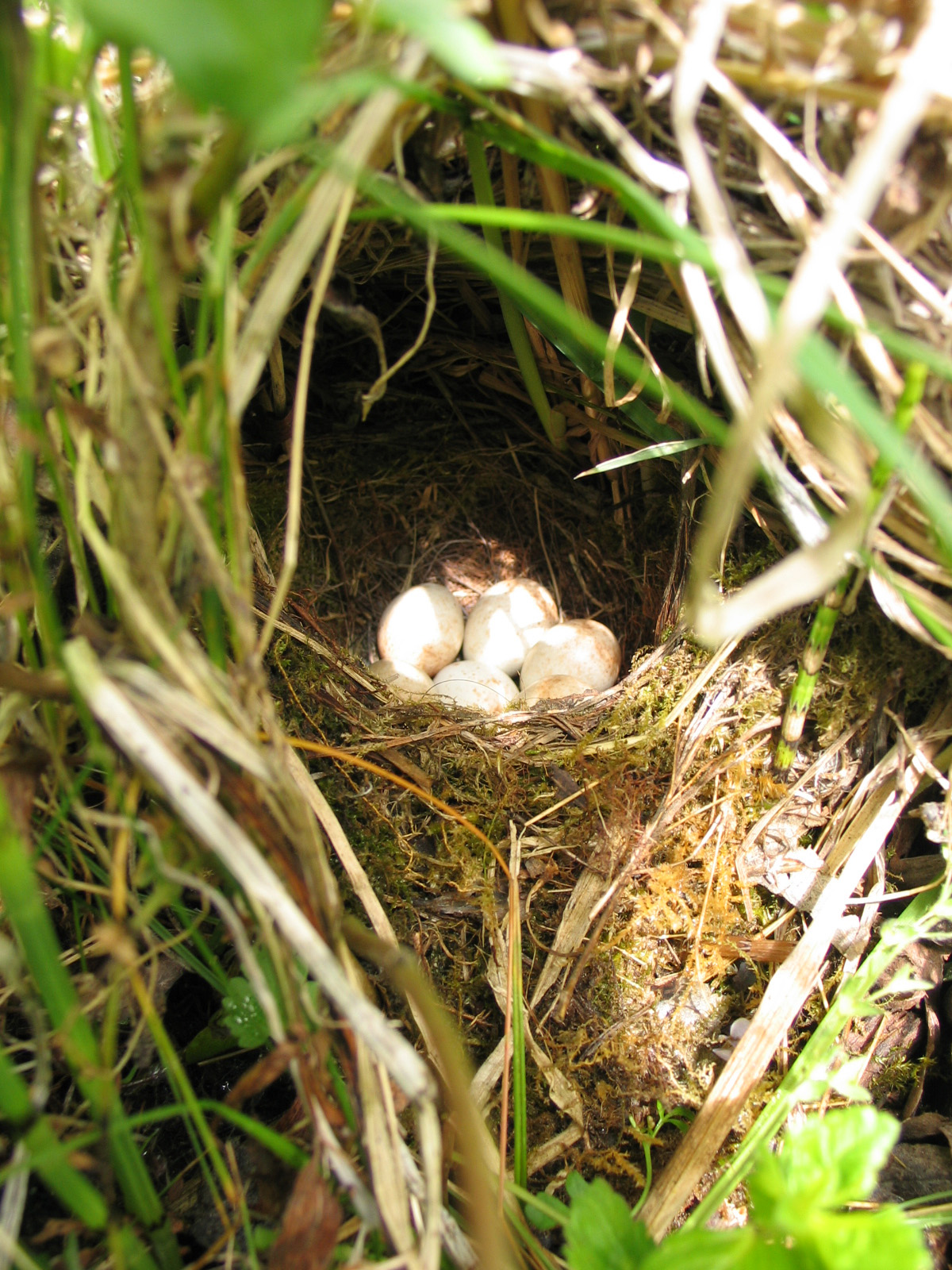
Nido con huevos
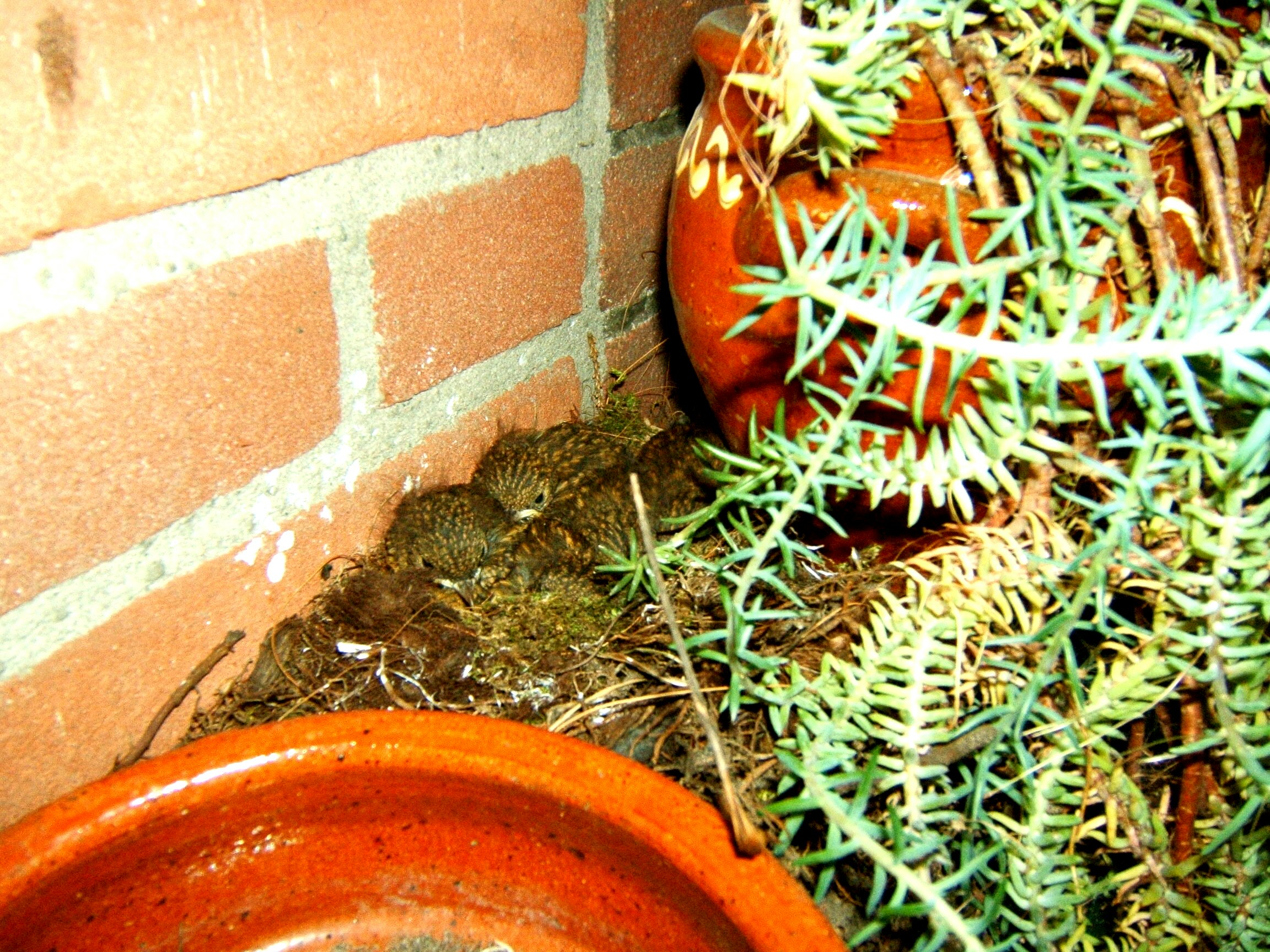
Nido con polluelos en un jardín